# A Mezquita
A Mezquita település Spanyolországban, Ourense tartományban. A Mezquita A Gudiña, Viana do Bolo, Pías, Lubián, Hermisende és Vinhais községekkel határos. Lakosainak száma 1006 fő (2024).

## Népesség
A település népessége az elmúlt években az alábbi módon változott:
| Lakosok száma | 2021 | 1906 | 1906 | 1865 | 1804 | 1655 | 1034 | 1023 | 1005 | 1006 |
|               | 2001 | 2004 | 2007 | 2009 | 2012 | 2014 | 2017 | 2019 | 2022 | 2024 |